# Szaszorowice
Szaszorowice – wieś w Polsce położona w województwie dolnośląskim, w powiecie górowskim, w gminie Niechlów.

## Podział administracyjny
W latach 1975–1998 miejscowość administracyjnie należała do województwa leszczyńskiego.